# 雅罗斯拉夫尔辛尼克足球俱乐部
雅羅斯拉夫爾辛尼克足球俱樂部（俄语：Футбольный клуб «Шинник» Ярославль）是一家位于雅罗斯拉夫尔的俄罗斯职业足球俱乐部。
在1957年至1960年间，球队称作其米克（Khimik）。